# Chiesa di San Michele Arcangelo (Buriano)

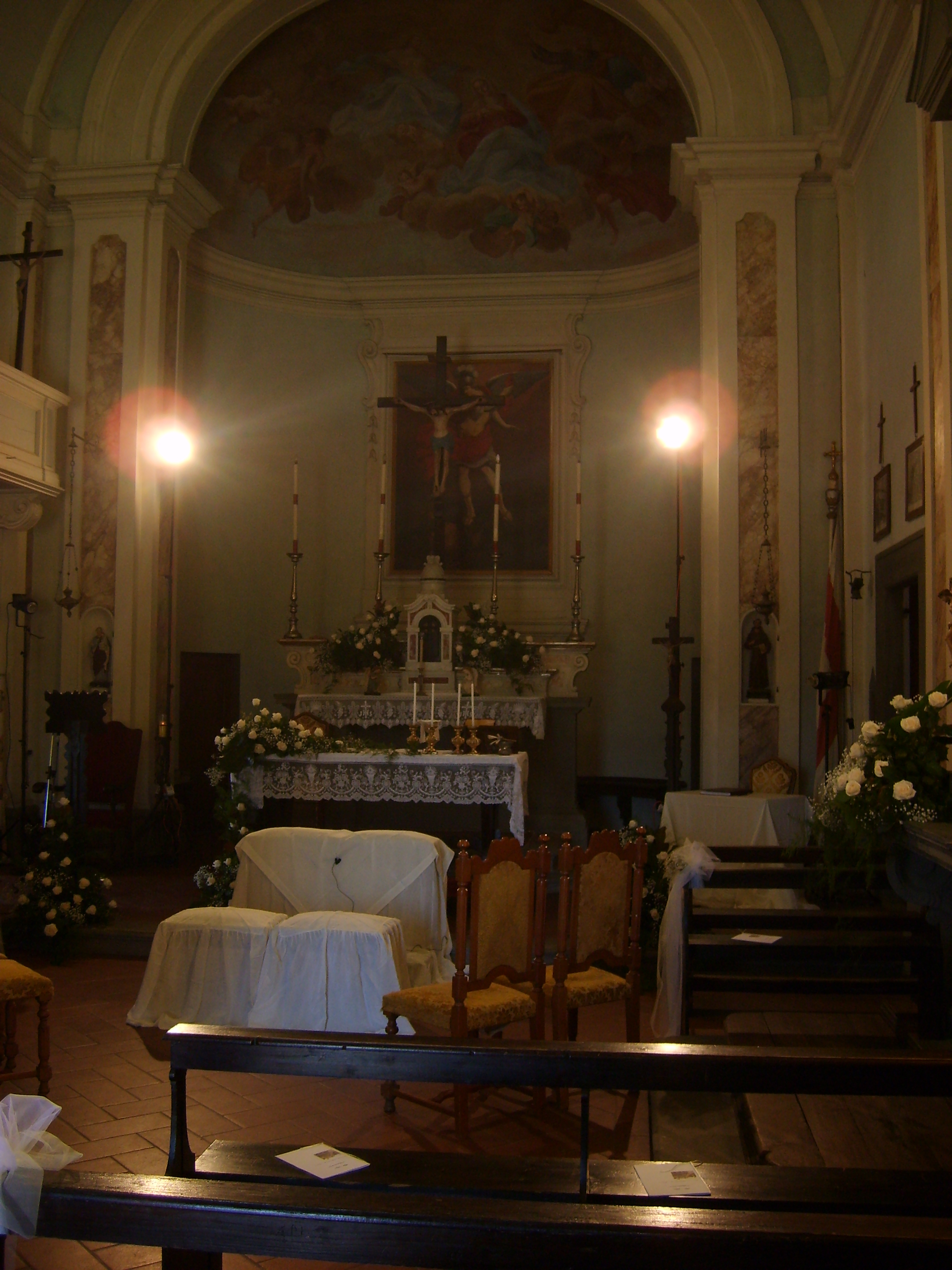
Interno

La chiesa di San Michele Arcangelo è un luogo di culto cattolico che si trova a Buriano, frazione di Quarrata, in provincia di Pistoia.

## Storia
L'edificio è di origine romanica, e fu costruito probabilmente su un precedente fortilizio, come testimoniano notevoli resti di muratura visibili nei locali della canonica e della sagrestia.
La chiesa, nata come cappella di campagna, fu costruita sopra un guardingo longobardo, che il parroco Don Henny Pietro Innocenti, nel XX secolo, fece riapparire e restaurare, mostrando nuovamente lo splendore delle mura.
Durante il Settecento la curia di Pistoia concesse l'ampliamento della cappella che venne trasformata nell'attuale struttura; successivamente nel 1853, Nicomede Agati vi costruì un organo a canne, posto sopra la porta d'ingresso (anch'esso fatto restaurare nel 1996 dal suddetto parroco). La ristrutturazione operata a cura del parroco, ha visto la costruzione del piazzale davanti alla chiesa, i restauri alle strutture interne ed esterne ed anche l'introduzione di opere d'arte di pittori e di scultori locali ed internazionali, come Quinto Martini.
Di notevole rilievo a tale riguardo è la via crucis posta lungo la strada che circonda il complesso, la quale è costituita da ben 14 quadri di pittori diversi ed ogni stazione è dotata anche di una croce di legno d'ulivo, proveniente da Gerusalemme.
Ultima per data è l'immissione della statua in bronzo del Buon Pastore inaugurata per San Michele Arcangelo nel settembre del 2005.
Oggigiorno il luogo in cui si trova la chiesa ha preso il nome di "Complesso Monumentale di Buriano", con la prospettiva di trasformazione in un museo pubblico.

## Organo a canne
Sulla cantoria lignea in controfacciata, sostenuta da quattro mensole, si trova l'organo a canne Agati opus 419, costruito nel 1853 e restaurato nel 1990 da Riccardo Lorenzini di Montemurlo.
Lo strumento è composto da una cassa lignea di colore bianco, con fregi dipinti in falso rilievo; il prospetto è ornato nella parte superiore da eleganti motivi vegetali di legno intagliato e dipinto, nella parte inferiore presenta una facciata a profilo rettilineo di 25 canne di stagno, con labbro superiore a scudo, disposte a cuspide e ali con andamento delle bocche contrario alla cuspide e alle ali. La canna maggiore corrisponde al Do 2 del principale.
La consolle è a finestra ed ha un'unica tastiera di 50 note con prima ottava scavezza richiamante la seconda, e pedaliera scavezza con prima ottava scavezza, costantemente unita al manuale e priva di registri propri. I registri sono azionati da pomelli disposti in unica colonna alla destra della tastiera. La trasmissione è integralmente meccanica. L'organo è alimentato da due mantici a cuneo, con alimentazione sia manuale che elettrica.